# Педро Хуан Кабаљеро
Педро Хуан Кабаљеро (шп. Pedro Juan Caballero, је Парагвајски град и главни град Амамбај департмента.
Град се налази на североистоку Парагваја, на граници са Бразилом (са провинцијом Мато Гросо до Сул), на стратешком аутопуту Рута 5, почевши од града Концсепсион. По попису из је 2012. године град је имао популацију оди 81.650 становника. Према попису из 2002. године град је имао популацију од 64.153 становника..

## Историја
Педро Хуан Кабаљеро основан је 1893. године. Име је добио у част Педра Хуана Кабаљера (1786—1821), једног од хероја покрета за независност у Парагвају. Град је сада велики центар прекограничне трговине са Бразилом, где се могу купити алкохолна пића и дувански производи по ниским ценама, као и кријумчарена роба.